# Wskaźnik masy liści
Wskaźnik masy liści, LWR (ang. leaf weight ratio) – wskaźnik stosowany w ocenie produktywności roślin. Masa liści podzielona przez masę całej rośliny.
LWR = WL/W
gdzie:
WL - masa liści,
W - masa całej rośliny.
Wskaźnik jest zależny od natężenia fotosyntezy oraz intensywności dysymilacji. Ważna jest także długość dnia, kiedy zachodzi asymilacja, oddychanie komórkowe i fotooddychanie, i nocy kiedy zachodzi tylko oddychanie komórkowe. Taka sama powierzchnia liści może produkować różną ilość suchej masy.